# Гомільшанський дуб
Гомільшанський дуб. Росте в селі Коробів Хутір, в 200 м в північно- західному напрямку від колишньої будівлі пошти або від входу в готельний комплекс «Карнавал», Зміївський район  Харківської області, нацпарк «Гомільшанські ліси». Обхват 7 м, висота 24 м, вік близько 700 років. Заповіданий, огороджений, має охоронний знак. Один з найстаріших дубів  України.

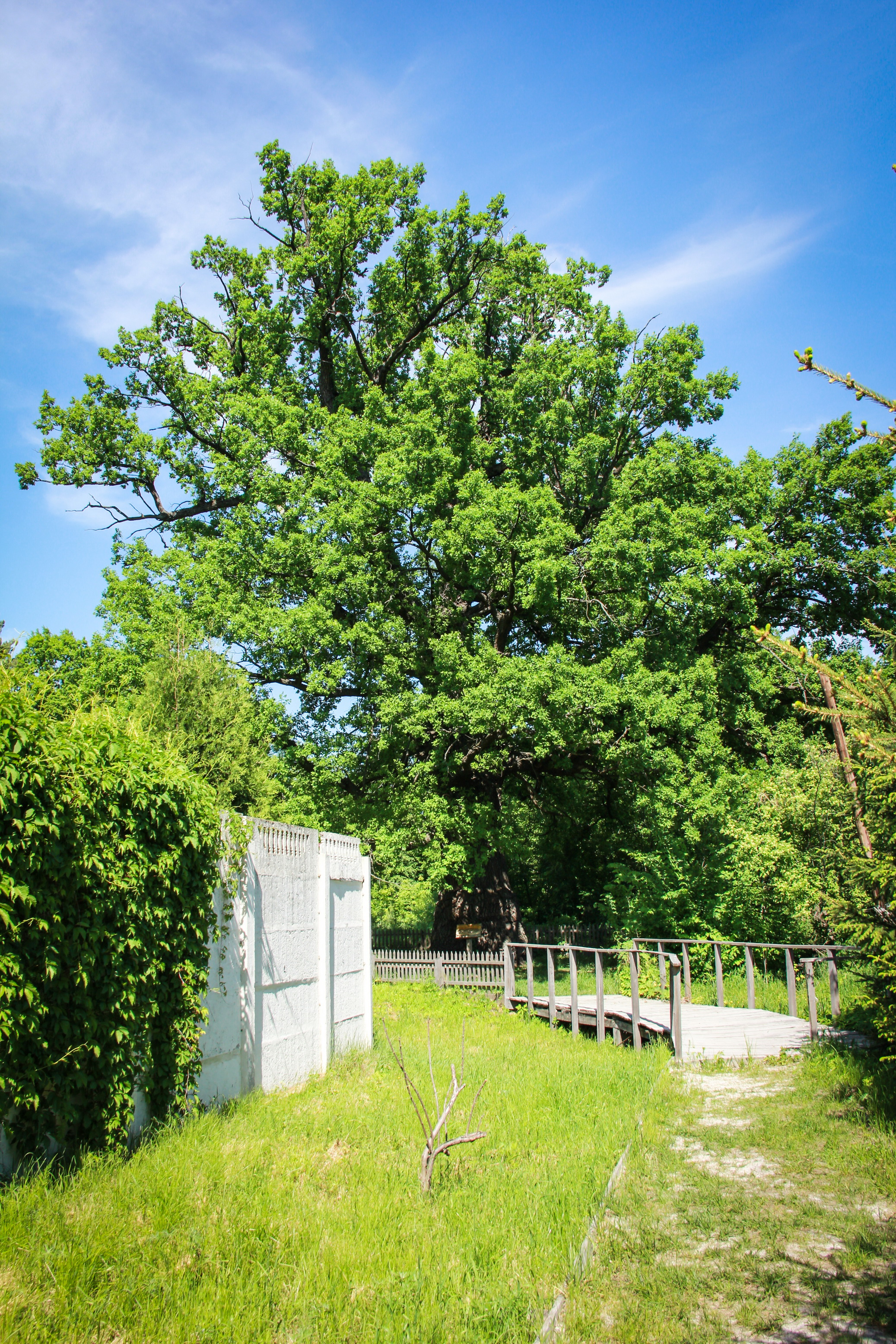
Гомільшанський дуб
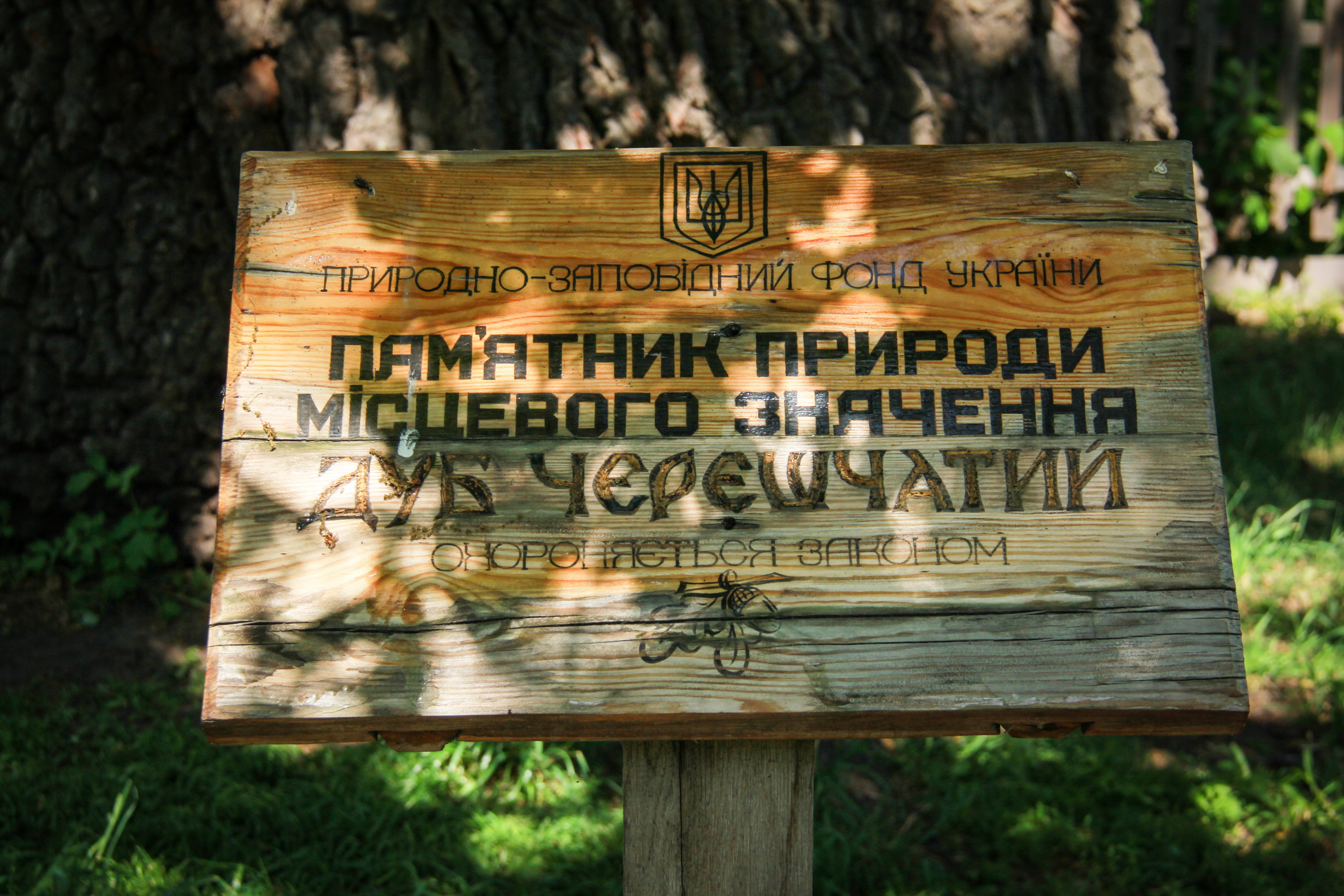
Дуб чєрєшчатий
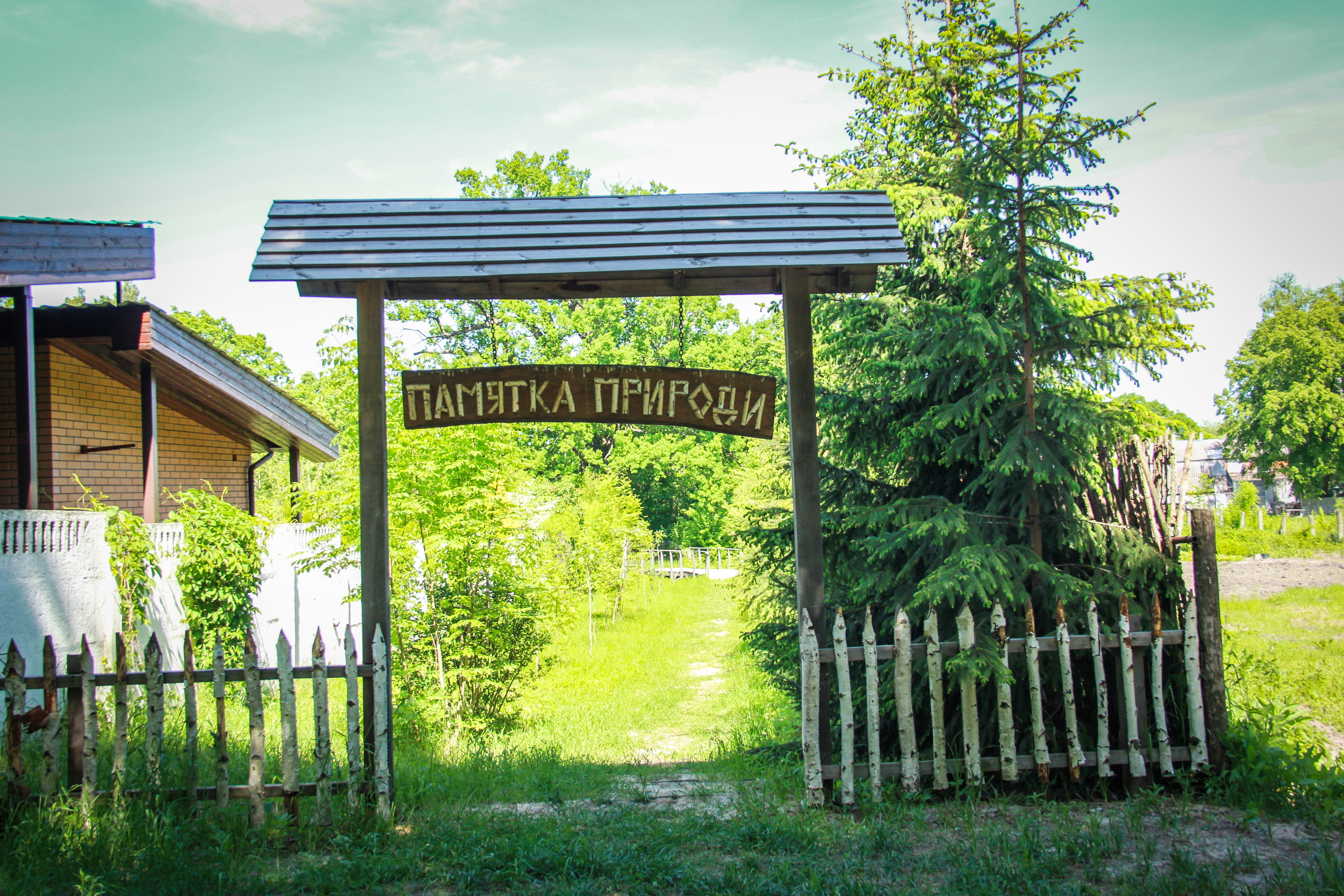
Алея до дубу
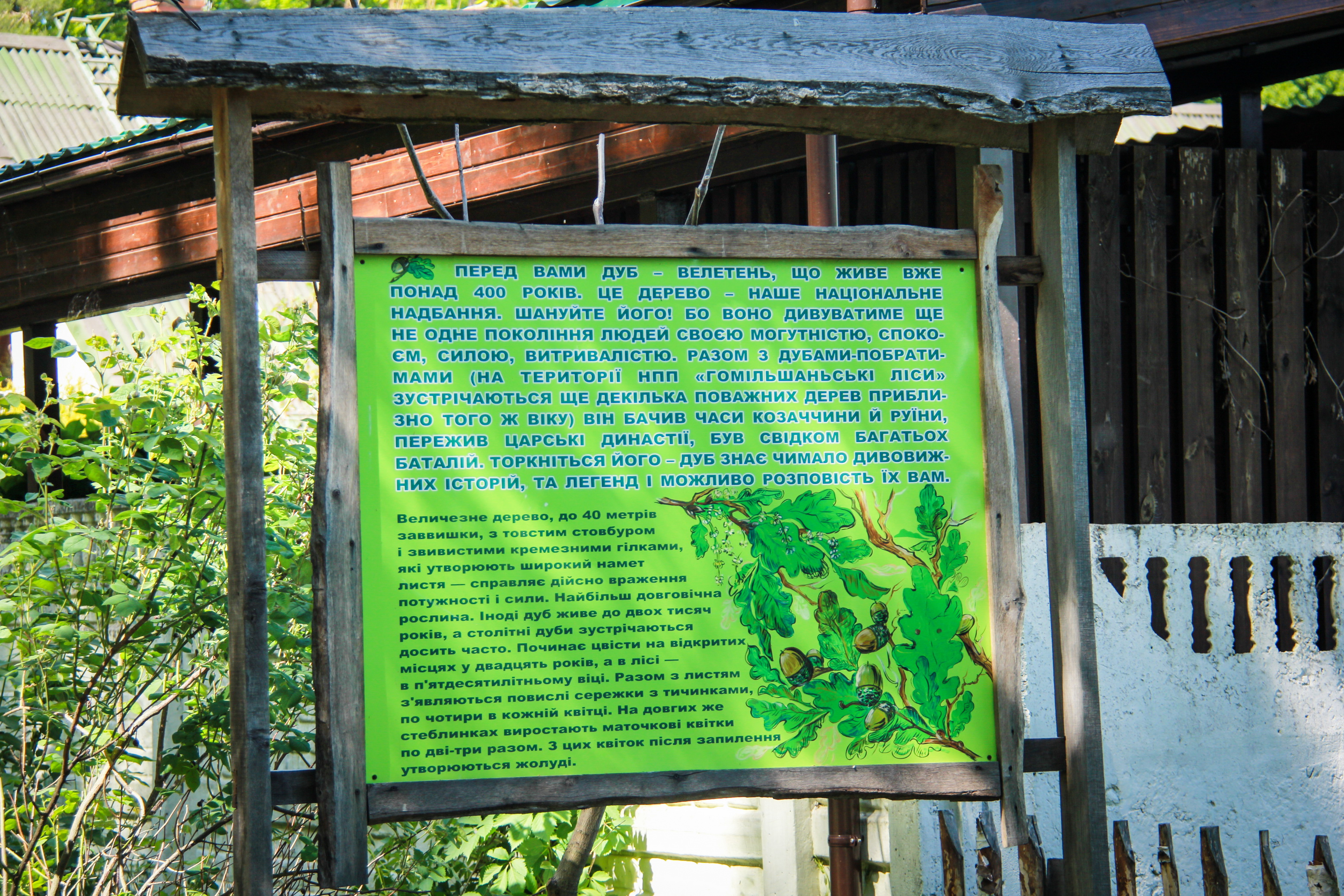
Історична довідка
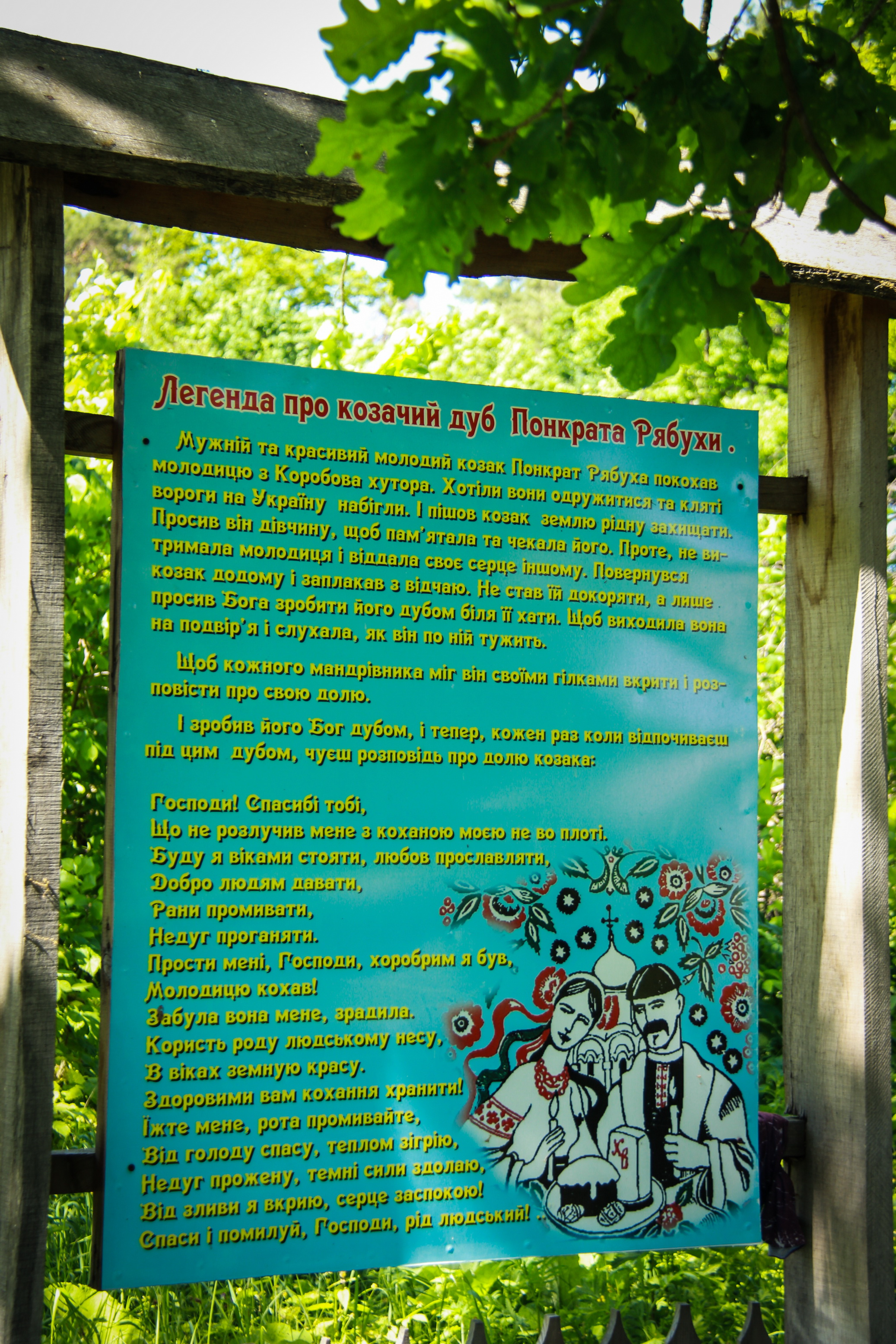
Легенда про козачий дуб

## Ресурси Інтернету
- Фотогалерея самых старых и выдающихся деревьев Украины  [Архівовано 8 квітня 2014 у Wayback Machine.]

## Виноски
1. 1 2   Шнайдер С. Л., Борейко В. Е., Стеценко Н. Ф. 500 выдающихся деревьев Украины. — К.: КЭКЦ, 2011. — 203 с.